# Reiner Gamma

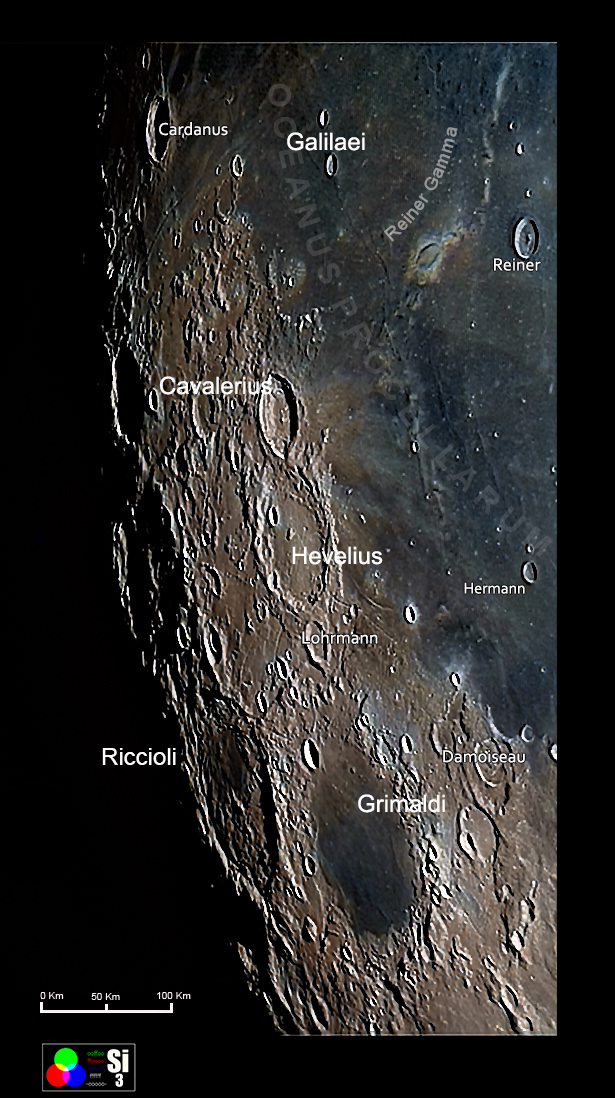
Reiner Gamma in immagine selenocromatica

Reiner Gamma  è una caratteristica di albedo della superficie della Luna (in Oceanus Procellarum) associata ad intensi fenomeni di magnetismo.